# Mélanie Bergeron
 (juin 2013).
Si vous disposez d'ouvrages ou d'articles de référence ou si vous connaissez des sites web de qualité traitant du thème abordé ici, merci de compléter l'article en donnant les références utiles à sa vérifiabilité et en les liant à la section « Notes et références ».
Mélanie Bergeron est une journaliste québécoise ayant évolué au sein de la salle des nouvelles de TVA entre 2006 et 2018. Elle a animé Le Québec Matin week-end, en plus d’être reporter à TVA lors de différents bulletins. Elle est chef d’antenne pour Le Québec Matin en semaine et plusieurs différents mandats au fil des années. Elle accouche d’une fille en avril 2017 et est maintenant courtier immobilier (https://groupeparentbergeron.com) pour Proprio Direct[réf. nécessaire]. En 2022, elle anime une émission parlant des résidences maudites du Québec sur Casa[réf. nécessaire]. 